# Twelve O'Clock High
 Twelve O'Clock High és una pel·lícula de guerra estatunidenca dirigida per Henry King, estrenada el 1949. Té com a argument les tripulacions de la 8th USAAF en l'època dels primers bombardejos sobre l'Alemanya nazi a partir d'Anglaterra.

## Argument
El 1949, el procurador americà Harvey Stovall (Dean Jagger) observa a l'aparador d'una botiga a Londres un gerro treballat. El compra, ja que aquest objecte li porta records. Va a la base aèria abandonada (fictícia) d'Archbury on ha servit durant la Segona Guerra Mundial. La pel·lícula fa llavors un flashback el 1942.
El coronel Keith Davenport (Gary Merrill) era el comandant del 918è Grup de bombardeig de Boeing B-17. Enviat al combat poc després de la seva arribada, el 918è ha sofert fortes baixes, guanyant la reputació de ser un grup «gafat» i, els ànims són per terra. La causa principal d'aquestes pèrdues és l'estratègia americana de bombardeig de precisió de dia per destruir blancs específics, més aviat que de procedir a bombardejos en « catifa ». Els B-17 volen a 10.000 metres recolzant-se en la precisió del seu visor de bombardeig Norden.
Davenport és un home proper als seus homes, preocupat per la taxa de pèrdues. Comprèn la necessitat d'arriscar la vida dels seus homes, però la seva comunió amb ells el posa a prova a cada pèrdua.
Quan rep una ordre de bombardeig a baixa altitud (3.000m) per augmentar la precisió, Davenport es precipita al quarter general per demanar aclariments. El seu amic i mentor, el General Frank Savage (Gregory Peck), li indica que aquesta tàctica ha estat escollida per poder finalment destruir refugis de submarins. Davenport s'empassa els seus arguments i torna a Archbury.
Com a continuació d'aquesta visita, el major general Patrick Pritchard (Millard Mitchell), que mana el VIII Bomber Command, va a visitar el 918è per a conèixer la causa de les seves dificultats. Després d'haver entrevistat Davenport i alguns tripulants, Pritchard s'adona que Davenport és el problema, per la seva sobreidentificació amb els seus homes. Relleva Davenport i a la tornada, demana a Savage (que havia dirigit els primers bombardejos americans) que agafi el comandament del 918è. I transfereix Davenport a un lloc d'estat major.
Savage pren el seu nou comandament sent molt estricte sobre la disciplina. Tracta tothom tan durament que és detestat. És particularment dur amb el tinent -coronel Ben Gately (Hugh Marlowe), segon del grup. L'acusa de no haver secundat prou Davenport, d'haver-se escapolit i el porta a simple comandant de bord d'un bombarder anomenat  La Colònia dels leprosos  al qual destina els membres menys capaços. Col·loca al seu lloc el Major Joe Cobb (John Kellogg). Exasperats pel comandament de Savage, tots els pilots del 918è demanen el canvi de destí. Savage demana al major Stovall (Dean Jagger), de retardar les peticions de trasllat. Situant-se als límits del reglament, Stovall accepta.
Savage ordena al grup reprendre missions de simple entrenament i embarca a bord de l'avió de Ben Gately. Després d'aquestes formacions de reciclatge, el 918è torna a fer les seves operacions de combat. La seva habilitat creixent, sobretot a volar en formació atapeïda li val el respecte dels caces alemanys que prefereix enfrontar-se a altres grups. L'opinió dels homes sobre Savage comença a canviar quan els porta a una missió on el 918è és l'únic grup a bombardejar el blanc i sense cap pèrdua. Savage pretén haver tingut una avaria a la ràdio que li ha impedit sentir l'ordre d'anul·lació de la missió.
Savage intenta aliar-se amb el jove pilot, Jesse Bishop (Robert Patten) per ajudar a canviar l'actitud dels altres pilots. Bishop primer és reticent, però quan l'Inspector general ve a verificar l'ambient i les peticions de trasllat, és ell qui convenç els altres pilots de retirar-les.
Les noves missions tenen ara objectius a Alemanya. Savage és orgullós de comprovar que diversos membres dels equips de terra han embarcat a bord dels avions per realitzar missions de combat. Les missions són cada vegada més difícils. Bishop i la seva tripulació són abatuts. Més tard, Savage s'entera que Gately ha estat hospitalitzat, després d'haver efectuat tres missions després d'un amaratge forçat a la Mànega amb una fissura a les vèrtebres que li causen un dolor agut. És l'ocasió d'un acostament entre ells. Pritchard vol que Savage torni a un lloc d'estat major, però aquest refusa dient que el 918è no està a punt. Pritchard li fa observar que està seguint el rastre de Davenport implicant-se massa.
El grup rep l'ordre d'efectuar una missió al cor d'Alemanya per destruir fàbriques de rodaments (raids històrics d'agost i octubre de 1943). Sis dels 21 B-17 són abatuts, entre els quals l'avió de Cobb que explota. Tanmateix Savage s'adona que una segona missió sobre el mateix blanc és necessària. Després de la mort de Cobb, Savage restableix Gately al seu lloc de segon. Però en el moment d'embarcar, Savage no es troba bé. Gately el reemplaça i assegura el comandament de la missió. Savage és llavors en estat de xoc.
Es calma i dormirà fins a la tornada dels avions quan s'assabenta que la missió ha estat un èxit.
A la novel·la, Savage és promogut i torna als Estats Units a ocupar el comandament de la Second Air Force.

## Producció
Twelve O'Clock High  és una pel·lícula de guerra particular que primer de tot pot confondre els seus espectadors. Filmada amb austeritat i sobrietat, mostra els sofriments psicològics que poden suportar els oficials responsables d'aviadors que van al combat i potser a la mort. Recolzant-se en imatges d'arxiu (per als combats aeris), així com en el carisma i el paper torturat de Gregory Peck (un dels seus millors papers), Henry King arriba amb un brio destacable per petits tocs sàviament orquestrat a mostrar les terribles apostes i dilemes que enfronten els seus herois. Poc coneguda,  Twelve O'Clock High  mereix una atenció particular, és de les rares pel·lícules de guerra que arriben a donar una mostra d'humilitat i de valentia.
La pel·lícula posa en valor les tripulacions de les famoses fortaleses volants B-17 així com un reconeixement i atenció del món del cinema al que suposa el "PTSD" (Post traumatic stress disorder), tot i que no va ser denominat així en aquell temps. La pel·lícula rodada poc de temps després de la guerra integra alhora imatges rodades a l'aeròdrom amb autèntics B-17 i imatges d'arxiu de combats aeris de la guerra.
El pilot acròbata de Hollywood Paul Mantz va rebre la suma sense precedent de 4.500 $ per realitzar un aterratge de panxa en una seqüència al començament del film. Frank Tallman ha escrit en la seva autobiografia que si molts B-17 han estat portat a terra per un sol pilot, és l'únic cas on un B-17 ha estat totalment pilotat per un sol home, i en aquell temps, ningú creia que fos possible. Aquesta seqüència real i espectacular posant en joc el B-17 F Triangle-A 23613 GK*R ha estat reutilitzada a la pel·lícula The War Lover.
L'exèrcit de l'aire americà ha subministrat 12 B-17 a partir dels estocs les bases d'Eglin i Brookley. La majoria d'aquests avions eren UAVs utilitzats després de la guerra per proves atòmiques al Pacífic. Un únic B-17, l'utilitzat per a l'aterratge de panxa, ha pogut ser identificat.

## Repartiment
- Gregory Peck: General de brigada Frank Savage
- Hugh Marlowe: Tinent Coronel Ben R. Gately
- Gary Merrill: Coronel Keith Davenport
- Millard Mitchell: Major General Ben Pritchard
- Dean Jagger: Major Harvey Stovall
- Robert Arthur: Sergent McIlhenny, xofer del General Savage
- Paul Stewart: Maj. 'Doc' Kaiser
- John Kellogg: Major Joe Cobb
- Robert Patten: 2n Tinent Jesse Bishop
- Lee MacGregor: Tinent 'Zimmy' Zimmerman
- Sam Edwards: Tinent Birdwell

## Premis i nominacions

### Premis
- 1950. Oscar al millor actor secundari per Dean Jagger
- 1950. Oscar al millor so

### Nominacions
- 1950. Oscar al millor actor per Gregory Peck
- 1950. Oscar a la millor pel·lícula

El 1998, la pel·lícula va ser seleccionada pel National Film Registry per la Biblioteca del Congrés dels Estats Units com un bé "cultural, històric o estètic important".